# Baleng
Baleng est un village chef-lieu de la commune d'arrondissement de Bafoussam II dans l'ouest Cameroun, en pays Bamiléké. Il est le siège de la chefferie traditionnelle de 2e degré. Son roi actuel est FÔ NEGOU TELLA ALAIN GUILLAUME. Il  commence son règne en succédant à son père Fô Tella Nembot Gilbert mort  en ctobre 2012.

## Géographie
Le village de Baleng est situé au pied du mont Tieuche Nki (1428 m) à 5,5 km au nord du centre de Bafoussam, carrefour Auberge. 

## Histoire
Baleng, Ba signifie les gens et Leng franc-viseur en langue locale. Selon Roger Delarozière, les Baleng furent les premiers bamilékés à s'installer sur la rive droite de la rivière Noun, suivi par les Bapi et les Bandeng, puis plus tard par les Bafoussam. Baleng, chefferie-mère, fonde les chefferies de Bandjoun, Bakassa et Balengou,.

## Population
Lors du recensement de 2005 (3e RGPH), on a dénombré 18 300 habitants pour le groupement de Baleng Rural.

## Enseignement
L'enseignement secondaire public est assuré au lycée bilingue de Baleng.

## Cultes
La paroisse Cathédrale Saint-Joseph de Baleng, située en zone urbaine dans le quartier de Tyo-Ville est le siège du diocèse catholique de Bafoussam, érigé en 1970 par démembrement du diocèse de Nkongsamba. Dédiée à Saint Joseph depuis 1950, la paroisse de Baleng-Bafoussam est fondée en 1949 à partir du poste de mission de Tyo-Balengsap établi en 1933.

## Chefferie traditionnelle
Baleng est le siège de l'une des trois chefferies traditionnelles de 2e degré de l'arrondissement de Bafoussam II.

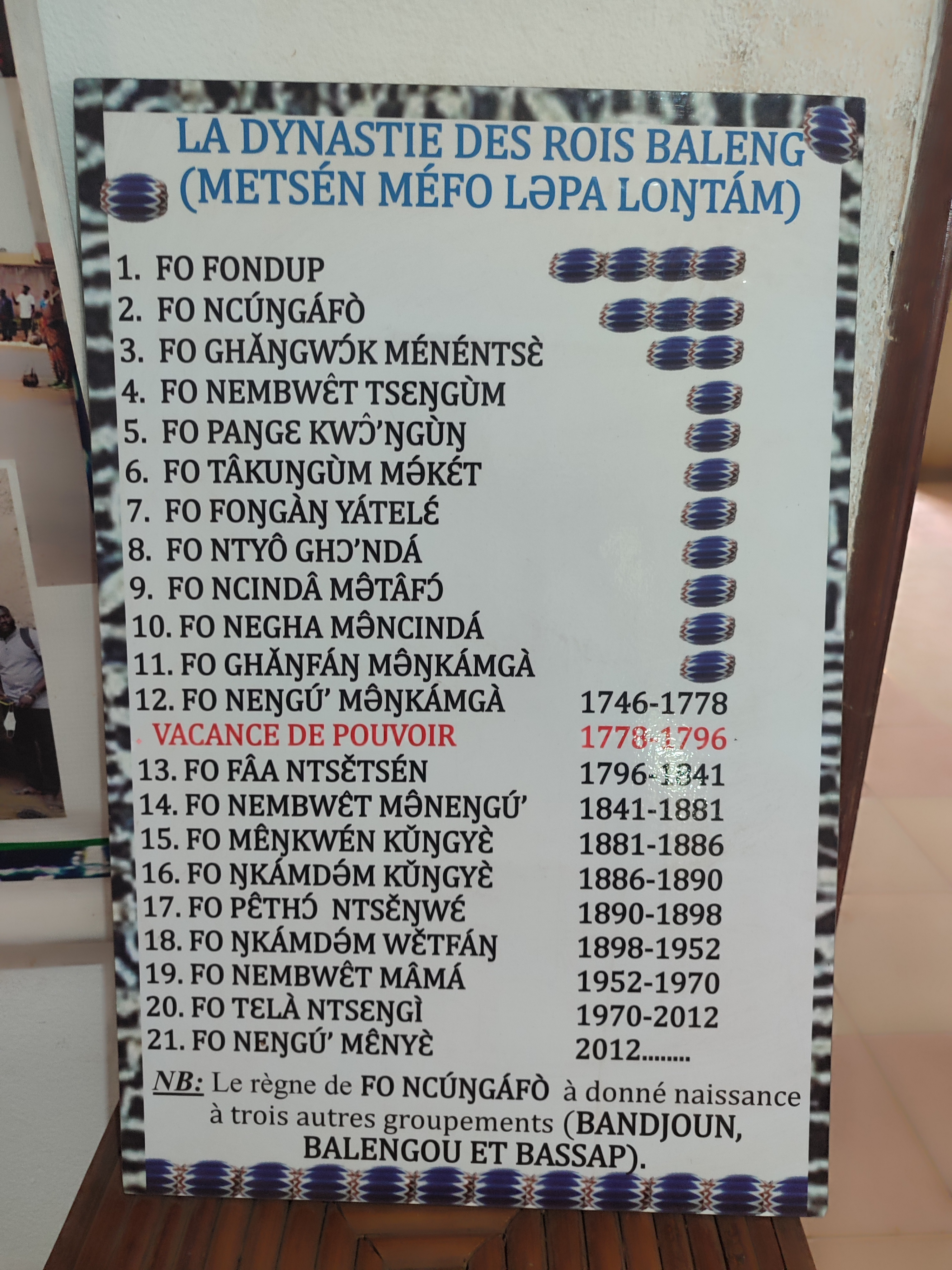
Ce tableau liste la dynastie des Rois Baleng à l'Ouest au Cameroun

| No | Identité              | Période | Période | Durée  | Étiquette |
| No | Identité              | Début   | Fin     | Durée  | Étiquette |
| -- | --------------------- | ------- | ------- | ------ | --------- |
| 12 | Neŋgù’ Mèŋkàmgà (d)   | 1746    | 1778    | 32 ans |           |
| 13 | Fâa Ntsètsèn (d)      | 1796    | 1841    | 45 ans |           |
| 14 | Nembwêt Mèŋeŋgù’ (d)  | 1841    | 1881    | 40 ans |           |
| 15 | Mèŋkwén Kùŋyè (d)     | 1881    | 1886    | 5 ans  |           |
| 16 | Nkàmdâm Kùŋyè (d)     | 1886    | 1890    | 4 ans  |           |
| 17 | Pèthô Ntsèŋwé (d)     | 1890    | 1898    | 8 ans  |           |
| 18 | Nkàmdâm Wètfân (d)    | 1898    | 1952    | 54 ans |           |
| 19 | Nembwêt Mámâ (d)      | 1952    | 1970    | 18 ans |           |
| 20 | Telà Ntsèŋì (d)       | 1970    | 2012    | 42 ans |           |
| 21 | Neŋgù’ Mèŋyè (d)      | 2012    |         |        |           |
| 11 | Ghànfân Mèŋkàmgà (d)  |         |         |        |           |
| 9  | Ncindà Môtâfɔ̀ (d)     |         |         |        |           |
| 4  | Nembwêt Tsèngùm (d)   |         |         |        |           |
| 3  | Ghàŋgwɔ̀k Ménéntsè (d) |         |         |        |           |
| 2  | Ncúŋgàfò (d)          |         |         |        |           |
| 10 | Negha Mèŋcùndà (d)    |         |         |        |           |
| 5  | Paŋgè Kwɔ̀’ŋùŋ (d)     |         |         |        |           |
| 7  | Fongàn Yàtelé (d)     |         |         |        |           |
| 6  | Tákùŋgùm Môkèt (d)    |         |         |        |           |
| 8  | Ntyò Ghd’ndá (d)      |         |         |        |           |
| 1  | Fondup (d)            |         |         |        |           |